# Reazione al fuoco
Per reazione al fuoco  si intende il grado di partecipazione di un materiale combustibile al fuoco al quale è sottoposto.
Dalla definizione si rileva che quando si parla di reazione al fuoco ci si riferisce a tutta la problematica connessa alla maniera in cui i materiali possono mettere in pericolo vite umane in caso di incendio.

## Parametri caratteristici della reazione al fuoco
La reazione al fuoco di un materiale è un fenomeno molto complesso che dipende da vari parametri, i principali dei quali sono i seguenti:
- infiammabilità: intesa come capacità di un materiale di entrare e permanere in stato di combustione, con emissione di fiamme e/o durante l'esposizione ad una sorgente di calore
- velocità di propagazione delle fiamme: intesa come la velocità con la quale il fronte di fiamma si propaga in un materiale
- gocciolamento: inteso come la capacità di un materiale di emettere gocce di materiale fuso dopo e/o durante l'esposizione a una sorgente di calore
- post-incandescenza: presenza di zone incandescenti dopo lo spegnimento della fiamma (es. brace) che potrebbero innescare nuovamente il fuoco
- sviluppo di calore nell'unità di tempo: inteso come la quantità di calore emessa nell'unità di tempo da un materiale in stato di combustione
- produzione di fumo: intesa come la capacità di un materiale di emettere un insieme visibile di particelle solide e/o liquide in sospensione nell'aria risultanti da una combustione incompleta in condizioni definite
- produzione di sostanze nocive: intesa come capacità di un materiale di emettere gas e/o vapori in condizioni definite di combustione

Solo i primi quattro fattori vengono considerati per la classificazione italiana del D.M. 26/06/1984 (vedi sotto). La valutazione dei fumi viene fatta a parte e richiesta solo in ambiti speciali (es. ferroviario).

## Legislazione e normativa
Esistono varie leggi e norme che determinano le procedure per la classificazione dei materiali in base al loro tipo o all'utilizzo. Qui di seguito sono elencate alcune.

### Europa
La norma europea UNI EN 13501-1 regolamenta la classificazione di reazione al fuoco dei prodotti e degli elementi da costruzione (da non confondere con la resistenza al fuoco). Anche in presenza di una classificazione europea, in Italia è necessaria tuttora l'omologazione nazionale (vedi sopra), tranne per prodotti per i quali esiste una norma di prodotto europea, quindi con l'obbligo di marcatura CE. In questo caso i materiali vengono classificati secondo le Euroclassi A1, A2, B,..., F. I materiali classificati A1 sono incombustibili e quelli certificati A2, B, C, D, E, F bruciano in ordine crescente. Una comparazione tra le classi italiane ed europee non è possibile, dato che i metodi e i criteri di valutazione sono completamente diversi. Il D.M. 15 marzo 2005 introduce però una tabella che compara le classi italiane con quelle europee, al fine di poter applicare le leggi che richiedono una determinata reazione al fuoco.
La classificazione europea prevede anche la classificazione dei fumi e del gocciolamento. Esempio: B-s1,d0, dove s sta per smoke (fumo) e d per drops (gocce). La classificazione va da 0 (assente) a 3 (elevato).

#### Italia
Il Decreto Ministeriale - Ministero dell'Interno - 26 giugno 1984 e la modifica del 2001 regolamenta la classificazione della reazione al fuoco ed l'omologazione dei materiali ai fini della prevenzione incendi. Con riferimento alla reazione al fuoco, ai vari materiali sono assegnate le classi da 0 a 5. Quelli di classe 0 sono incombustibili mentre le classi da 1 a 5 sono riferite ai materiali combustibili. Il comportamento di un materiale combustibile al fuoco è tanto migliore quanto più bassa è la classe (la 0 è la migliore e la 5 è la peggiore).
Al laterizio, che può ritenersi incombustibile, è assegnata la classe 0. Questi materiali che non devono essere sottoposti a test perché considerati incombustibili sono elencati nel decreto del Ministro dell'interno del 14 gennaio 1985.
In alcuni ambiti vengono richiesti materiali omologati con classi di reazione al fuoco minime (es. ospedali, locali di pubblico intrattenimento, strutture ricettive ecc.), in questo caso alla certificazione deve essere aggiunta una procedura burocratica. La validità dell'omologazione è di 5 anni.